# Alfred Veltman
Alfred Paul Maria (Alfred) Veltman (Leeuwarden, 14 december 1949) is een voormalig Nederlands politicus van de PvdA.
Hij heeft verschillende functies in het bedrijfsleven gehad en is daarna docent Nederlands geworden. Hij gaf les op het Isendoorn College te Warnsveld. Vanaf 1978 was hij gemeenteraadslid in Doetinchem en sinds 1990 was hij daar ook de fractievoorzitter. In 1994 werd Veltman wethouder in die gemeente met in zijn portefeuille Sociale Zaken en Werkgelegenheid, Welzijn en Sport. In april 2000 werd Veltman de burgemeester van de Noord-Brabantse gemeente Someren als opvolger van Joseph Vos die burgemeester van Uden was geworden. 
Op 1 december 2017 stopte hij als burgemeester en werd hij opgevolgd door Dilia Blok. Bij zijn afscheid werd Veltman benoemd tot ereburger van Someren.